# Puremahaia (fleuve)
Le fleuve Puremahaia  (en anglais : Puremahaia River) est un cours d’eau de la région de  Tasman dans l’Île du Sud de la Nouvelle-Zélande.

## Géographie
Il s’écoule vers le nord-est, atteignant la Golden Bay à cinq kilomètresau nord-ouest de la ville de Takaka.